# Олійник Сергій Олександрович
Олійник Сергій Олександрович (також відомий як Умка або Умка Дніпропетровський, нар. 5 квітня 1973, смт Веселе, Запорізька область) — кримінальний авторитет, один з кількох найвпливовіших «злодіїв у законі» в Україні. За даними МВС України, Умка разом з «колегою», авторитетом Лашею Сваном (Джачвліані Лаша Валер'янович), контролюють криміналітет у Дніпропетровській, Одеській, Миколаївській, Запорізькій областях та частині Західної України. Один з найвпливовіших кримінальних авторитетів України.
Фігурант сайту Миротворець. Керує «Східним кланом», координує діяльність злочинних угруповань, причетних до скоєння тяжких і особливо тяжких злочинів.

## Життєпис
Засновник ГО «Клуб спортивної боротьби Ведмідь», офіційного партнера благодійного фонду «Солідарність», яким керує Петровський. Сфера інтересів Умки — політичне лобіювання, паливний бізнес, контроль над ринками центральної та східної України, гральний бізнес, криптовалюта, контрабанда в Росію і на території «ЛДНР».
Умку «коронували» 11 лютого 2014 року в Санкт-Петербурзі за посередництва найстарішого одеського «злодія в законі» Володимира Дрібного, на прізвисько «Полтава». Умка є «правою рукою» одного з основних кримінальних авторитетів Дніпра — Наріка (Петровський Олександр Володимирович) та партнером олігарха Ігоря Коломойського. Зійшовся з Петровським у 1990-х. Тоді до компанії приєдналися Валерій Кондратьєв («Гастелло») і Богдан Гулямов. Саме про цю компанію співає Владислав Медяник у треку «Дніпропетровська братва».
14 травня 2021 року РНБО наклала на Олійника санкції.
19 травня 2021 року Олійника затримано на летовищі Дніпра під час спроби виїхати з країни. Того ж дня було затримано його колегу Лашу Свана. Під час затримання у злочинців було виявлено «общак» із $3,2 млн. Крім грошей було вилучено дорогі авто, холодну та вогнепальну зброю з набоями, понад 60 одиниць коштовних ювелірних виробів. Їм інкримінують встановлення і поширення злочинного впливу (ст. 255-1 КК).
21 травня Печерський суд Києва заарештував Умку терміном на 60 днів без права на заставу. 24 травня той же суд заарештував майно родичів Олійника. 20 травня 2022 Лаші Свану, а 9 липня Олійнику суд Києва пом'якшив запобіжний захід на домашній арешт.
27 грудня 2022 Олійнику та Лаші повідомили про підозру у встановленні та поширенні злочинного впливу та організації злочинного зібрання, «сходки», де координувалася злочинна діяльність та конфліктні ситуації.
1 березня 2025 Умку помітили на святкуванні дня народження Костянтина Коломійця — співвласника клубу єдиноборств «Динамо», який зокрема опікується охороною власника «Pari Match» Сергія Портнова. Там же побачили кількох високопосадовців СБУ. 10 травня СБУ затримала Олійника. Після розголосу було звільнено і Анатолія Лойфа.